# Absarokee (Montana)
Absarokee es un lugar designado por el censo ubicado en el condado de Stillwater en el estado estadounidense de Montana. En el Censo de 2010 tenía una población de 1150 habitantes y una densidad poblacional de 208,07 personas por km².

## Geografía
Absarokee se encuentra ubicado en las coordenadas 45°31′26″N 109°26′53″O / 45.52389, -109.44806. Según la Oficina del Censo de los Estados Unidos, Absarokee tiene una superficie total de 5.53 km², de la cual 5.51 km² corresponden a tierra firme y (0.37%) 0.02 km² es agua.

## Demografía
Según el censo de 2010, había 1150 personas residiendo en Absarokee. La densidad de población era de 208,07 hab./km². De los 1150 habitantes, Absarokee estaba compuesto por el 96.52% blancos, el 0% eran afroamericanos, el 1.39% eran amerindios, el 0.17% eran asiáticos, el 0% eran isleños del Pacífico, el 0.43% eran de otras razas y el 1.48% pertenecían a dos o más razas. Del total de la población el 3.74% eran hispanos o latinos de cualquier raza.

## Localidades adyacentes
El siguiente diagrama muestra a las localidades más próximas a Absarokee.